# 10 cm Nebelwerfer 40
Il 10 cm Nebelwerfer 40 o 10 cm NbW 40 era un mortaio pesante tedesco usato dalla Wehrmacht durante la seconda guerra mondiale. Era un mortaio destinato all'uso di munizioni a caricamento chimico e fumogeni.

## Storia

### Sviluppo
Il mortaio derivava dai prototipi Nebelwerfer 51 e 52, realizzati dalla Rheinmetall alla fine degli anni trenta nel tentativo di sviluppare un mortaio più preciso e di più lunga gittata rispetto al 10 cm Nebelwerfer 35. Il NbW 40 è uno dei più eclatanti esempi di ingarbugliamento tedesco, poiché sparava una munizione pesante il doppio di quella del NbW 35 a fronte di un peso in batteria superiore di 8 volte rispetto al predecessore.

### Impiego operativo
Il pezzo andò a rimpiazzare il NbW 35 nei battaglioni Nebel-Abteilungen ("battaglioni lancia fumogeni") dello Heer. A sua volta venne rimpiazzato, a partire dal 1941, dai lanciarazzi multipli 15 cm Nebelwerfer 41 e 28/32 cm Nebelwerfer 41. I pezzi dismessi dai reparti di guerra chimica vennero impiegati dal Gebirgs-Werfer-Abteilung 10 ("10º battaglione mortai da montagna") e dal Nebel-Lehr-Abteilung ("battaglione fumogeno dimostrativo"); trovò impiego in Nordafrica.

## Tecnica
La bocca da fuoco monoblocco, ad anima liscia, incorporava un innovativo sistema a retrocarica: il movimento della leva di manovra causava l'arretramento della culatta sull'otturatore, che invece era fisso sulla culla. Ai due lati della culla erano posizionati i cilindri del freno di sparo, i cui pistoni erano fissati lateralmente all'otturatore. L'affusto, munito di manovellismi di elevazione e brandeggio e di organi di mira, era costruito in tubolari d'acciaio ed in batteria poggiava sulle due ruote e su una piastra posteriore munita di vomeri. Le ruote erano fissate in maniera permanente all'affusto, che non era smontabile per il trasporto.